# محمدمهدی محوی
محمدمهدی میرزا ابتهاج‌السلطان (۱۲۶۵– آبان ۱۳۳۰) که نام خانوادگی محوی برگزید، شاهزاده قاجار و از مدیران اقتصادی و سناتور دوران پهلوی بود.
محمدمهدی میرزا از بستگان نسبی و سببی احمدشاه بود. در اروپا تحصیلات امور مالی و اقتصاد کرد و به خدمت در وزارت مالیه درآمد. اولین سمت مهم او پیشکاری مالیه خراسان بود، سپس رئیس مالیه ارتش شد. در تابستان ۱۳۱۱ که سرتیپ عبدالمجید میرزا ناصرالدوله (فیروز) سرپرستی وزارت طرق و شوارع (راه) را به عهده گرفت، محمدمهدی میرزا را در چهارم امرداد آن سال به عنوان معاون خود به مجلس معرفی کرد.
محوی سپس معاون وزارت مالیه و در ۱۳۱۲ رئیس بانک فلاحت (کشاورزی) شد و نزدیک پنج سال در آن سمت بود تا به عضویت دیوان محاسبات و عضویت هیئت نظار بانک ملی انتخاب شد. در سال ۱۳۲۰ مجدداً مدیر عامل بانک کشاورزی شد. در ۱۳۲۸ که مجلس سنا تشکیل شد، شاه او را سناتور انتصابی کرمان کرد. محوی در همین سمت درگذشت.

## محوی به جای هیچ
وقتی نام خانوادگی در ایران اجباری شد، محمدمهدی میرزا کلمه «هیچ» را به عنوان نام خانوادگی انتخاب کرد. منظورش این بود که خانواده او با خلع احمدشاه از سلطنت، هیچ شده‌است. سرانجام کلمه محوی را جایگزین هیچ کرد.